# M734 (信管)

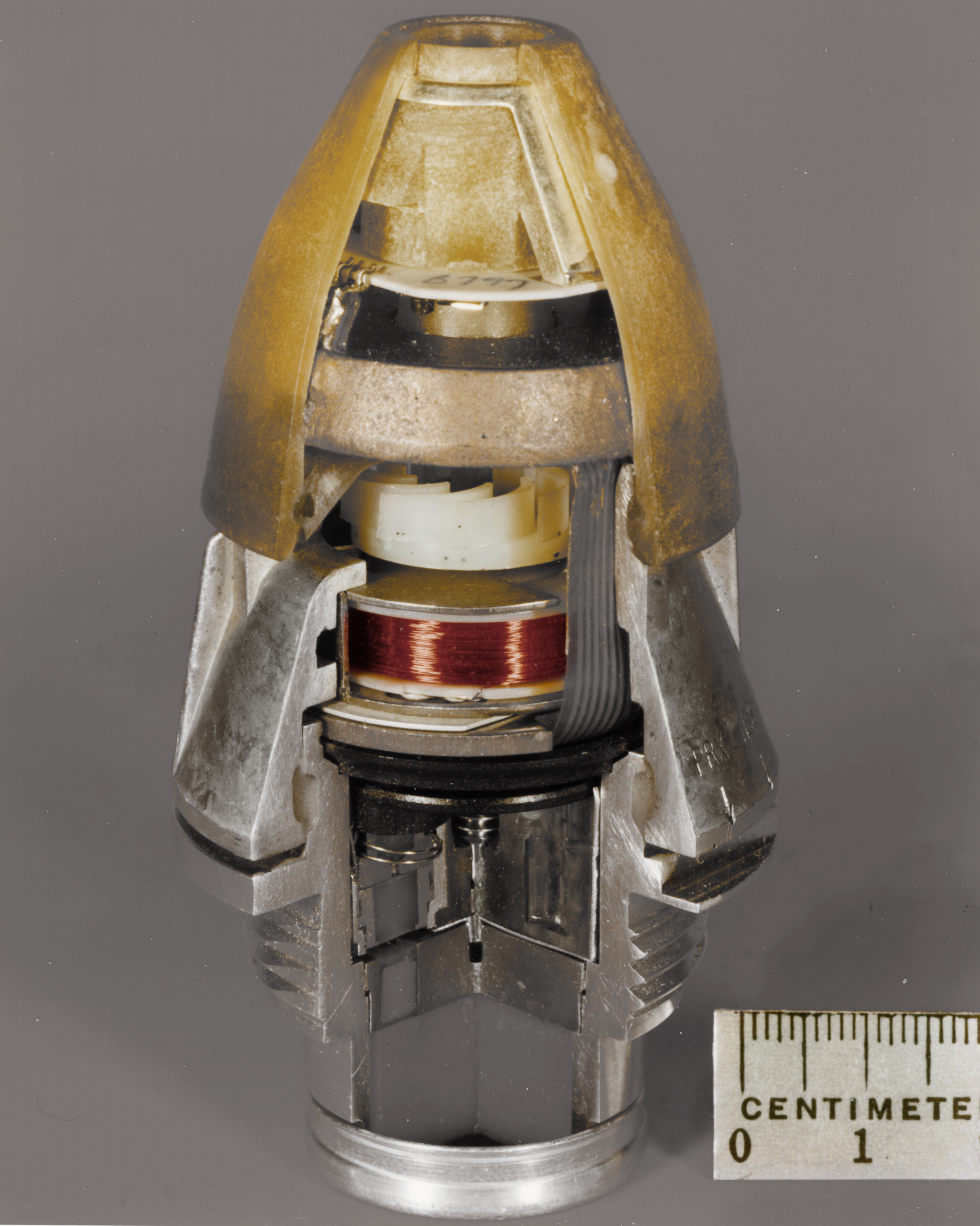
Figure 1. M734 fuze cross section

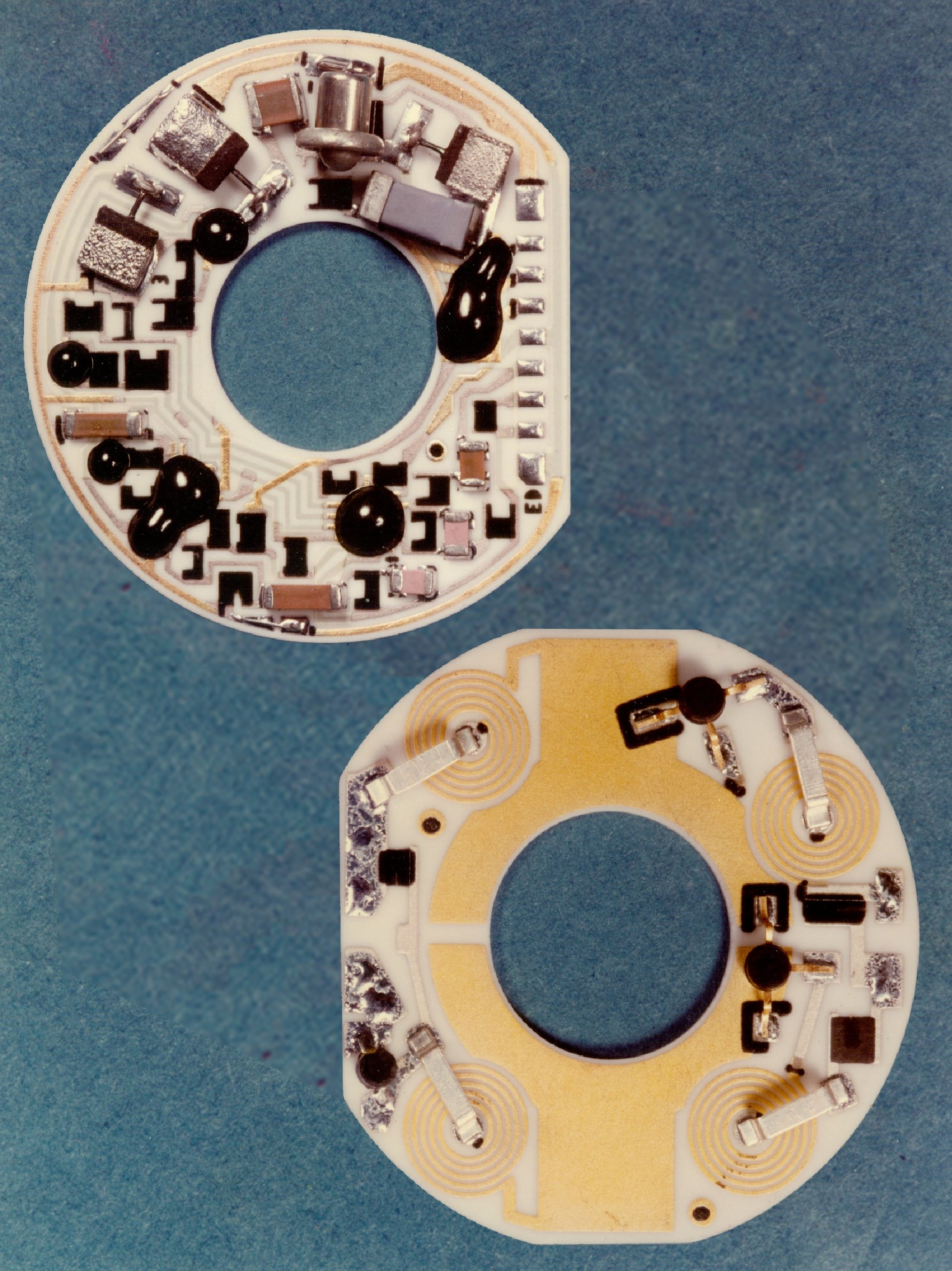
Figure 2. M734 fuze amplifier (top) and oscillator

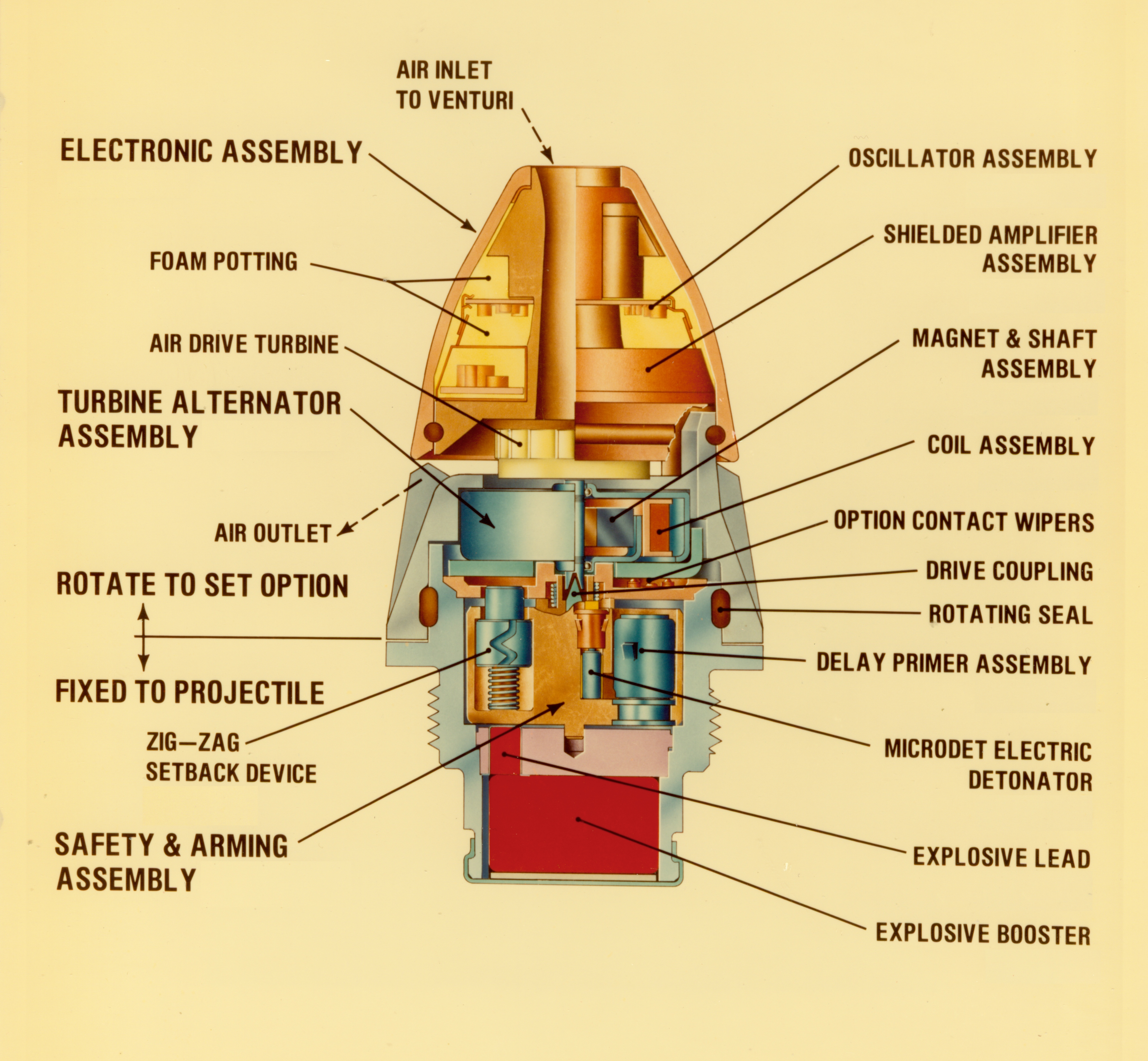
Figure 3. M734 fuze components

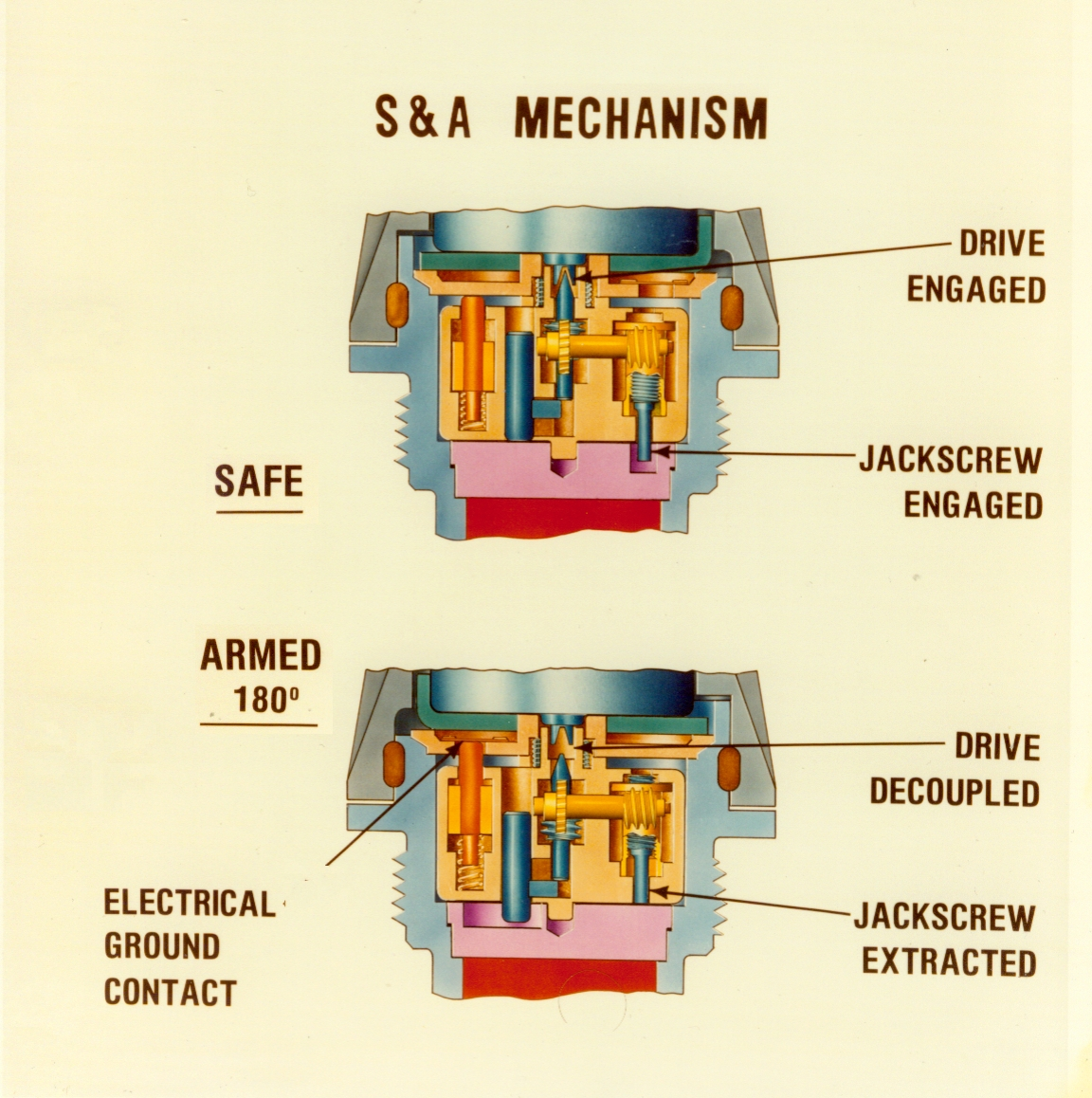
Figure 4. M734 fuze mechanical arming

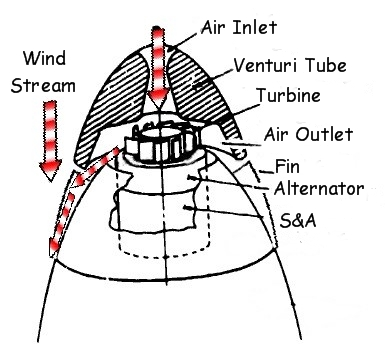
Figure 5. M734 fuze power supply components

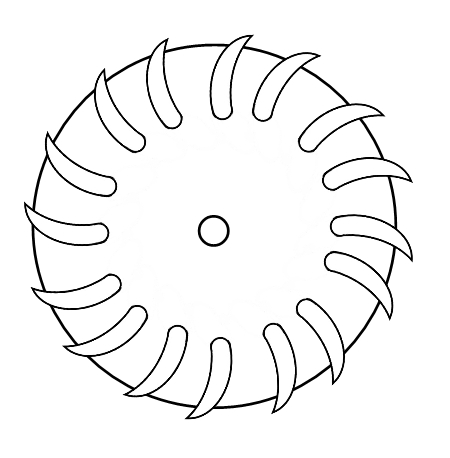
Figure 6. M734 fuze air turbine

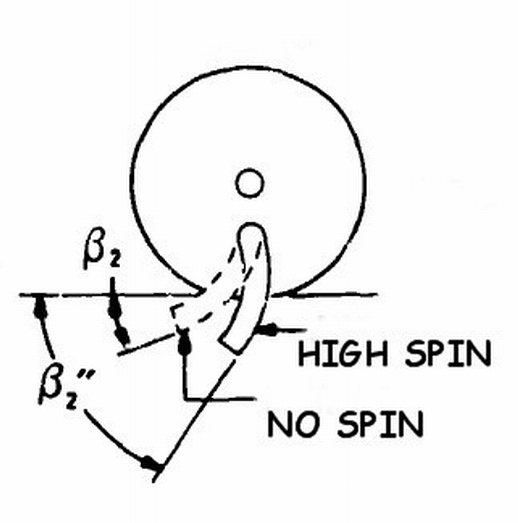
Figure 7. M734 fuze turbine spin governor

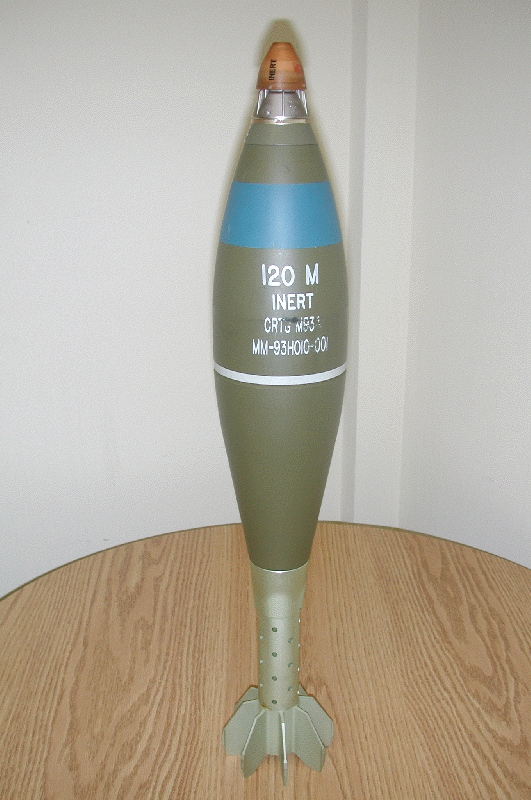
120mm迫撃砲弾の先端に取り付けられているM734信管

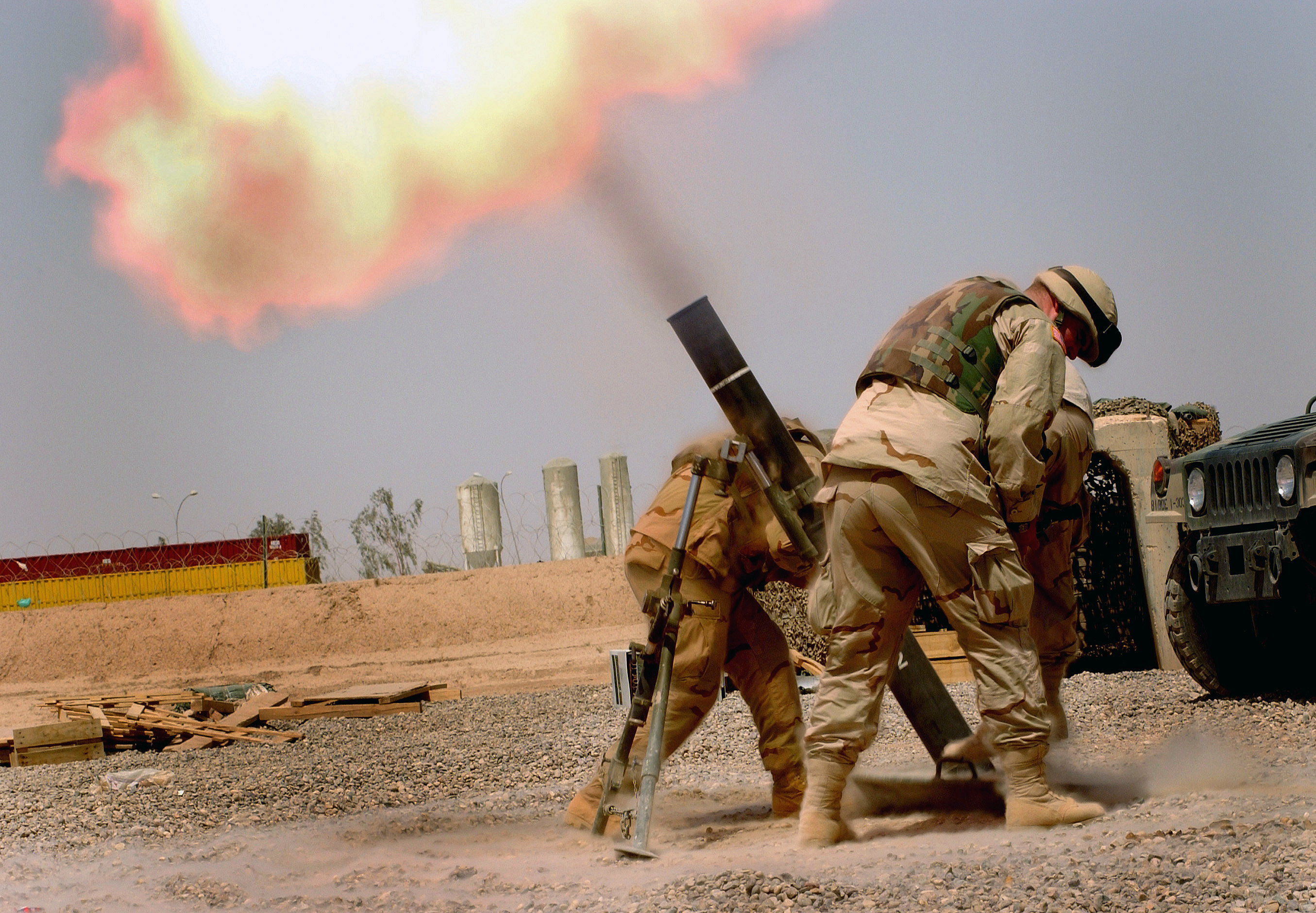
Figure 9. Soldiers firing a 120mm mortar

M734 マルチオプション信管（M734 Multioption Fuze）は、迫撃砲の砲弾のために開発された信管である。指定高度での空中爆発が可能になっている。
60mm、81mmと120mmの三種類の迫撃砲で使用されている。
DDR（directional doppler ranging）波を使用したFMCW（frequency modulated continuous wave）方式合成開口レーダーによって作動地点を感知する方式で電子妨害に強くなっている。

## メカニズム
信管は、三種類の安全装置を備えている。
タービン交流発電機に70フィート/秒の気流が100メートル持続して当たらなければ作動しない。
信管を調整するための道具は必要なく、上部を手で回すことでセッティングできる。しかも、何度でも設定しなおすことができる。従来の信管と違って安全ピンは無い。
信管の周りには四種類の文字があり、3文字でそれぞれの略語になっている。
1. PRX - PRoXimity air burst：目標上空1-4mで爆発する。
  - 60/81mm迫撃砲弾の場合は7フィート（2.1m）mで爆発する。
  - 120mm迫撃砲弾の場合は14フィート（4.3m）mで爆発する。
2. NSB - Near Surface-Burst：目標上空0-1mで爆発する。
3. IMP - IMPact：着弾した瞬間に爆発する。
4. DLY - DeLaYed detonation：着弾から0.05秒後に爆発する。